# Campionati europei di atletica leggera indoor 2027
I XXXIX Campionati europei di atletica leggera indoor si svolgeranno presso il Velodromo Luis Puig di Valencia, in Spagna, dal 6 al 9 marzo 2027. Nello stesso impianto sono stati ospitati gli europei indoor nel 1998 e i mondiali indoor nel 2008

## Sede
Il 19 aprile 2024, l'Associazione europea di atletica leggera (EAA) ha scelto Valencia in occasione della sua 173ª riunione del Consiglio tenutasi a Roma.
Sarà la quinta volta che gli europei indoor si svolgono in Spagna dopo Madrid 1968, San Sebastián 1977, Madrid 1986 e Valencia 1998.
Oltre che usare il Velodromo Luis Puig, si usufruirà inoltre della Feria de Muestras e lo stadio del Turia. La pista comunale di Paterna sarà adibita a zona riscaldamento